# (10136) Gauguin
(10136) Gauguin (1993 OM3) – planetoida z pasa głównego asteroid okrążająca Słońce w ciągu 3,34 lat w średniej odległości 2,23 j.a. Odkryta 20 lipca 1993 roku.